# Міст (шведсько-данський серіал)

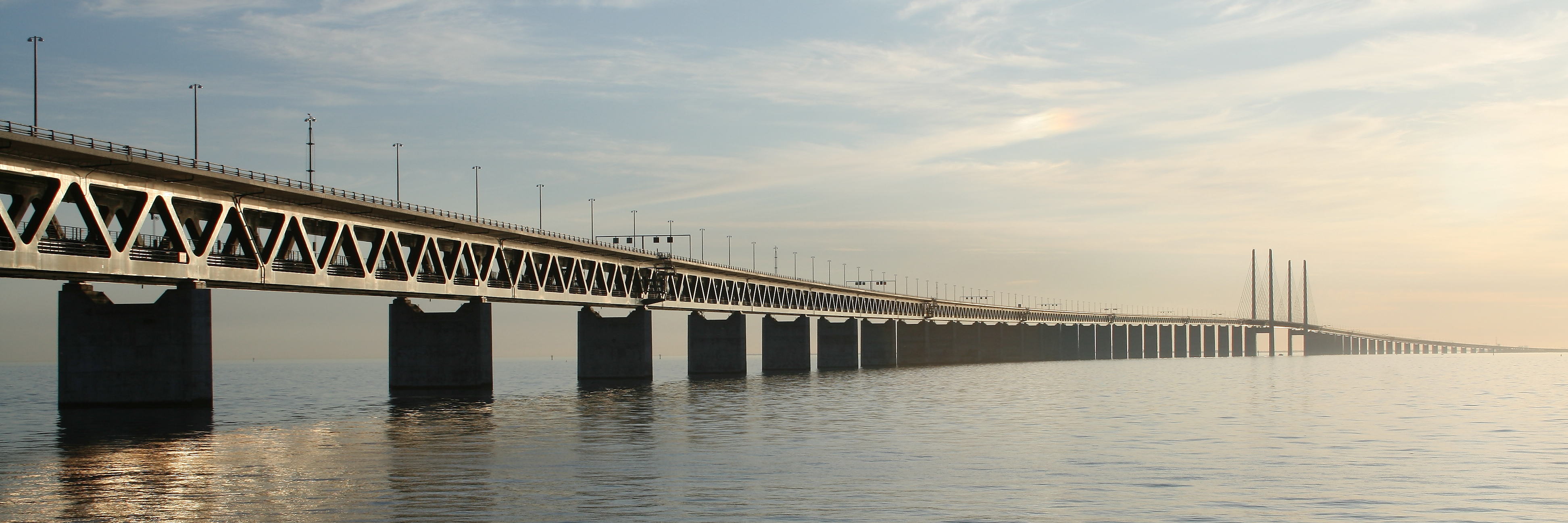
Ересуннський міст, який дав назву серіалу

«Міст» (швед. Bron, дан. Broen) — детективний телесеріал, знятий спільно данською корпорацією «Danmarks Radio» і шведським телебаченням «Sveriges Television». Серіал транслювали у більш, ніж ста країнах світу.
Події у телесеріалі розгортаються навколо поліцейського розслідування, що розпочалося після того, як на Ересуннському мосту було знайдено труп. «Міст» став першим спільним творчим проектом, виробництво якого фінансується Швецією і Данією. Серіал створений Гансом Розенфельдтом за сценарієм Бйорна Штейна.
Вперше з'явився на екранах телеканалів SVT1 та DR1 восени 2011 року. На хвилі успіху було оголошено про зйомки другого сезону, прем'єра якого відбулася восени 2013 року в Данії, Швеції, Норвеґії, Фінляндії й Ісландії. Третій сезон вийшов на телеекранах Скандинавії восени 2015 року. Прем'єра завершального четвертого сезону відбулася 1 січня 2018 року в скандинавських країнах.
Серіал «Міст» українською мовою з'явився на екранах 21 жовтня 2019 року на телеканалі «НТН».
Серіал «Міст» транслюється з 25 листопада 2024 року на телеканалі «ОЦЕ ТБ».

## Сюжет

### Перший сезон
На Ересуннському мосту неочікувано вимикається світло, після чого знаходять розрізане навпіл тіло жінки, яке лежить чітко на кордоні між Данією та Швецією. Пізніше з'ясовується, що тіло складено з двох різних трупів, одна половина належить шведському політику, а друга половина данській повії. Саґа Норен зі сторони шведської поліції й Мартін Роде зі сторони данської поліції починають спільне розслідування вбивства.
Розслідування швидко набирає обертів після того як Даніель Фебре, шведський журналіст, автомобіль якого був використаний злочинцем, починає отримувати телефонні дзвінки та електронні листи з натяками на майбутні злочини.
Саґа й Мартін з'ясовують, що невідомий злочинець довго і детально планував свої дії. Не дивлячись на той факт, що терорист прикривається вимогами соціальної справедливості, його дії засновані на бажанні особистої помсти.

### Другий сезон
Розвиток сюжету відбувається через 13 місяців після подій першого сезону, навколо морського судна, яке курсувало на Ересуннський міст і сіло на мілину біля однієї з його опор. Виявляється, що на борту немає команди, але знаходяться 5 прикованих ланцюгами підлітків. Пізніше з'ясувалося, що всі вони викрадені та заражені легеневою чумою.

### Третій сезон
Дія відбувається приблизно через рік після подій другого сезону. У технічному приміщенні Ересуннського мосту виявлено труп ЛҐБТ-активістки в химерному гримі. Вбивство стає першим у серії злочинів, які належить розслідувати Сазі Норен з новим напарником з данської поліції.

## У ролях

### Основний склад
- Софія Гелін — Саґа Норен, провідний детектив відділу вбивств у Мальме
- Кім Бодніа — Мартін Роде, провідний детектив відділу вбивств у Копенгагені
- Даґ Мальмберґ — Ганс Петтерсон, старший офіцер кримінальної поліції у Мальме
- Туре Лінгардт — Генрік Сабро, детектив відділу вбивств поліції Копенгагена
- Рафаель Петтерссон — Йоган, співробітник відділу вбивств поліції Мальме
- Сара Боберґ — Лілліан, начальник відділу поліції Копенгагена, дружина Ганса Петтерса
- Ларс Сімонсен — Себастіан Сандстрод
- Пук Шарбау — Метте Роде, дружина Мартіна
- Христіан Гіллборг — Даніель Фербе́, шведський журналіст

### Задіяні актори (1 сезон)
- Маґнус Креппер — Стефан Ліндберґ, соціальний працівник з Мальме
- Йоган Геденберґ — Аксель Мессберґ
- Еміль Брік Гартманн — Авґуст Роде, старший син Мартіна
- Дітріх Голліндербоймер — Ґоран Серінґер
- Марія Сундбом — Соня Ліндберґ, сестра Стефана
- Еллен Гіллінґсе — Шарлотта Серінґер

## Переробки

### Велика Британія— Франція
У січні 2013 року анонсовано британсько-французький проєкт під назвою «Тунель». Аналогом Ересуннського мосту став Євротунель. У 2013 серіал з'явився у етері британського каналу Sky Atlantic і французького Canal+. Другий восьмисерійний сезон вийшов у 2016. Третій сезон транслювався у 2017.

### США— Мексика
Після пробного епізоду у липні 2012, з 10 липня 2013 по 2 жовтня 2013 відбувалася трансляція першого сезону з 13 серій. Другий сезон, який став останнім, вийшов у 2014 році. У ролі елемента, який би поєднав дві країни, обрано Міст Америк, який поєднує американський Ель-Пасо (Техас) і мексиканський Сьюдад-Хуарес.

### Естонія— Росія
21 травня 2018 на російському каналі НТВ вперше показано російсько-естонський серіал «Міст». Усього серіал матиме 2 сезони по 10 епізодів у кожному. Місцем подій є місцевість довкола Нарвського мосту дружби, який з'єднує естонську Нарву і російський Івангород.

### Німеччина— Австрія
Під час Ґетеборзького кінофестивалю 2018 року дана стрічка анонсована її виконавчим продюсером Ларсом Бломґреном. Події відбуваються поруч з гірським перевалом на кордоні Австрії та Німеччини. Першопоказ восьми епізодів першого сезону відбувся 17 січня 2019 року на каналі Sky Deutschland.